# 貝璐
貝璐爵士，KCMG，KBE（1875年2月27日—1945年2月24日），英國殖民地官員，長年在馬來亞任公職，1930年至1935年出任香港總督。

## 生平

### 早年生涯
貝璐在1875年2月27日生於英格蘭北部諾森伯蘭郡的赫克瑟姆（Hexham），父親名叫W·E·貝璐，曾在約克郡波士頓溫泉（Boston Spa）任職牧師。貝璐早年入讀位於韋克菲爾德（Wakefield）的錫爾科茨公學（Silcoates School），後來於1893年升讀劍橋大學皇后學院，其中在1896年的數學優等考試中名列第11名（11th Wrangler），同年亦以文學士資格畢業。在1931年，貝璐再獲皇后學院頒授文學碩士學位。

### 殖民地生涯
從劍橋大學畢業後，貝璐在1897年前往馬來亞，在當地的殖民地政府任職官學生，未幾先後在1898年和1899年於高淵和大山腳擔任署理地方民政事務專員。另在1901年以前，他亦一直在威省內任同職。
在1902年，貝璐被改調到星加坡出任署理助理輔政司。但不久以後，他在1905年派回檳城改任署理助理裁判司兼法醫官。至1908年，貝璐改任審計官，到1909年轉到馬來聯邦管轄下的雪蘭莪出任署理參政司秘書，1910年改於下霹靂州任署理地方民政事務專員。在1911年，貝璐調回檳城，擢升為檳城市議會專員署主席，期間曾在1917年2月至10月署任檳城參政司（Resident Councillor）。
在1918年，貝璐累遷為星加坡市議會專員署主席，到1919年轉任馬來聯邦食物管制官（Food Controller），至1920年擢升到海峽殖民地（三洲府）任勞工署署長（Controller of Labour），其中又曾於1921年在當地政府兼任歐籍人士失業委員會主席。在1922年，貝璐出任英國駐吉打地方政府顧問，期間曾在1925年5月至7月同時署任檳城參政司之職。未幾在1926年，貝璐終獲擢升為馬來聯邦布政司，當中在1927年5月至6月，他更署任了馬來聯邦護督兼高級專員之職。
貝璐在1930年卸任馬來聯邦布政司，被改派到香港接替金文泰爵士，升任第18任總督。貝璐隨後在1930年5月9日抵達香港的皇后碼頭，正式履新。其實，他早在1927年任馬來亞護督的時候，英政府就曾詢問貝璐，問他是否願意擔任一個重要性較低的總督級職位；當時貝璐表示同意，結果就在1930年，他就獲委任當港督。
相較於前任港督金文泰爵士，貝璐為人較為隨和，作風沉穩，對英政府持合作的態度，並不會像金文泰爵士時常與英政府持相左意見，甚而反對英政府的政策。在當時，由於英政府財政緊絀，所以對殖民地政府的事務，不論大小都愛一一過問，故此，貝璐就成了英政府眼中理想的港督人選。

### 香港總督

#### 社會建設
貝璐十分關注香港的社會建設，在醫療方面，他任內落實興建長洲醫院（1933年動土，1934年建成），又在港島興建遠東規模最大的瑪麗醫院。在食水方面，貝璐在1931年建成九龍副水塘與香港仔水塘，又於1935年展開城門水塘第三期工程。城門水塘第二期工程展開時，時值英皇佐治五世登基25週年，貝璐便將城門水塘更名「銀禧水塘」。貝璐任內亦見證香港電話線路轉駁全面自動化。

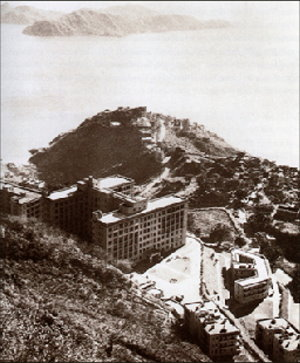
瑪麗醫院在貝璐任內動工興建。

香港的交通在貝璐任內亦有很大發展，在1933年，他批准油蔴地小輪引入汽車渡輪服務，從此汽車可以在港、九兩地行駛；同年6月11日，他分別向九巴和中巴兩所巴士公司發放為期15年專營權，准許九巴專營九龍、新界和離島公共巴士服務，中巴專營於香港島地區。發放專營權結束香港公共巴士自由競爭的局面；貝璐又借機會引入新條款，加強監管公共巴士服務。港府規定兩所巴士公司要把收益某個百份比撥歸政府，更對巴士車資作出監管。巴士公司須由英籍人士組成，巴士也要購自英國。在航空交通方面，貝璐上任不久以後，粵、港兩地機場開始互航，啟德機場的指揮塔和飛機庫亦在其任內落成。
在市政服務方面，香港家居排污引起社會關注，立法局在1935年3月通過《1935年市政局條例》，改組原潔淨局為市政局。新的市政局要到貝璐卸任後，至1936年1月才正式成立。市政局大致擁有潔淨局的權力外，更加入民選議員席位。

#### 社會風氣

##### 賣淫活動
自國際聯盟在1919年成立以後，香港的社會風氣問題開始備受聯盟的關注，而且還成為了國際議題。國際聯盟一直希望香港政府禁絕境內的賣淫活動；可是，歷任的港督均認為港府已訂立了相當的法例，對黃色事業作十分有效的規管，而且秦樓楚館一類煙花之地在中國古已有之，所以不便禁絕香港傳統的賣淫活動。在這種背景之下，港督的意見得到英國保守黨政府的默認，所以終1921年代，有關禁絕賣淫的提議始終沒有在香港落實。
然而，在貝璐上任後，時值英國工黨剛剛上台執政；而由於工黨政府與國際聯盟的立場一致，所以禁絕賣淫活動之聲再起。貝璐初時反對禁絕賣淫，指出港府對賣淫業的規管打理，「比起倫敦政府處理國務還要井井有條」；他又認為，華人社會中的妓女並非如西方所想的街頭孤兒，她們往往能夠成為大戶人家的妾侍，所以禁絕賣淫並不可取。儘管貝璐的努力辯解，但工黨政府的態度仍然十分強硬，結果貝璐唯有屈從。經港府查證後，貝璐向英政府匯報，香港共有6所由歐洲人經營的妓院，內面共有17名領有牌照的歐籍妓女；此外，全港又有222所中國和日本人開辦的妓院，內面共計有2,657名領牌妓女。
資料發表後不久，國際聯盟在1931年派出一隊人口販賣調查團到香港。貝璐事後遂根據調查團的建議，在1932年6月勒令關閉所有由歐洲人經營的妓院，而歐籍妓女則被遞解離境；後到1934年6月，所有華人妓院亦遭到勒令關閉。不過，出乎西方輿論意料的是，賣淫活動被全面禁絕後，香港的社會風氣反而沒有得到改善。賣淫活動轉到地下發展，在灣仔一帶更出現不少流鶯在街頭流連，此外，缺乏了以往的監察，駐港英軍染性病的比例亦由以往的7%急升至24%，可見禁絕賣淫的政策並不成功。

##### 鴉片販賣
除了賣淫活動以外，工黨政府同時聯結了英國反鴉片聯盟，向港府施壓要求禁售鴉片。在種種壓力下，貝璐遂在1931年開始立法禁煙，除吊銷公煙的專賣牌照外，又不得市民私藏與吸食鴉片。在當時，英商已不再是鴉片的主要供應商，相反，中國各地軍閥為了籌集經費而迫令農民改植鴉片，所以中國大陸成為了鴉片的主要來源地。有見及此，貝璐又特設了緝私隊追緝私煙。
總體上，禁售鴉片對香港帶來了一定的負面影響，因為這除了使私煙不絕外，市面上亦衍生不少非法煙館，不少人更因為吸食或販賣鴉片而被定罪，以致監獄出現過份擠迫的問題；而禁售鴉片以後，警察受賄的情況也有所惡化。所以貝璐曾經抱怨禁售鴉片與當年美國禁酒一樣，將不會取得成功。
此外，禁售鴉片使港府的財政構成沉重打擊。在過往，銷售合法鴉片一直是港府的主要財政來源之一，但是在禁售鴉片以後，猖獗的私煙販賣使港府白白失去了這方面的財政收入，結果，貝璐唯有大幅增收遺產稅、成藥稅和娛樂稅，以彌補禁售鴉片所導致的財政赤字，經過一番努力，到1936年的時候，鴉片收益已大幅減至政府總收入的百分之一。在此以後，港府繼續禁售鴉片，到1945年9月20日，港府更正式宣佈禁絕鴉片貿易。不過，鴉片在那時已經式微，可卡因和海洛英一類的新興毒品已成地下市場的主流。

#### 經濟不景
在1929年，美國華爾街爆發了全球性股災，一時間使歐洲和美國陷入了長久的大蕭條之中。身在遠東的香港最初仍能夠置身於事外，可是隨著1931年國際白銀市場崩潰，白銀的跌價立即導致奉行銀本位的港元大幅貶值；以往在1920年代，每一港元大約可兌三仙令，但是白銀跌價後，每一港元只可兌換小於一仙令，意味要多於20港元才能兌換到一鎊。港元貶值後，倫敦曾派一貨幣委員會來港，事後建議一日中國維持銀本位，香港也應當跟從。可是，在1934年，由於美國政府大舉搜購白銀，遂使中、港銀價大幅反彈，而國民政府於1935年宣佈放棄銀本位後，港府為免港元進一步升值，在同年11月宣佈放棄銀本位，但當時貝璐已經卸任。
面對經濟不景，貝璐曾在1932年設立一個節約委員會（Retrenchment Commission），以設法緊縮政府開支。該委員會建議政府應引入更多華籍公務員，以取代薪酬相對較高的外籍公務員。港府最初在市政和衛生部門執行有關建議，當中包括開始招聘華籍護士到公立醫院工作。此外，有鑑於於公務員薪俸以英鎊結算，貝璐亦曾下調公務員薪酬，以節省政府開支。到1934年，貝璐更發行了2,000萬元公債，用於地方建設之上，以收刺激就業之效。
總括而言，儘管港元因為大蕭條而貶值，但是香港的經濟卻沒有比想像中差，因為港元貶值期間增強殖民地的競爭力，貿易額亦因而上升。在這種背景下，貝璐任內港府的財政收入一直穩步增長，而且更首次逼近3,000萬港元的水平。

### 晚年
貝璐在1935年5月17日卸任港督之職，返回英國，展開退休生活。貝璐晚年退居於英格蘭東薩西克斯郡的貝克斯希爾（Bexhill），後於1945年2月24日，即生日的3天前卒於倫敦，享年69歲。

## 家庭
貝璐在1911年與維爾勒·瑪麗·德雷克（Violet Mary Drake）結婚，她的父親則名W·D·萊恩（W. D. Laing）。貝璐與貝夫人共生有兩名兒子，他們是：
- 拿督約翰·貝璐爵士（Dato Sir John Peel，1912年6月16日—2004年5月8日），英國殖民地官員，保守黨政治家及歐洲議會成員。 （页面存档备份，存于） （页面存档备份，存于） （页面存档备份，存于）
- R·L·貝璐（Richard Laing Peel，1914年—2002年），英國殖民地官員。

## 雜記
- 貝璐三父子皆於劍橋大學皇后學院畢業，貝璐在1893年入讀，而其長子與次子則分別在1930年和1933年入讀。
- 貝璐熱愛到郊外騎馬和打高爾夫球，任港督時更興建粉嶺別墅。總督別墅於1934年建成，貝璐每逢假日都愛到那裡避暑。
- 貝璐曾於1934年10月17日為香港上海滙豐銀行總行立下奠基石，該行是當時香港首幢安裝冷氣系統的商業樓宇。

## 榮譽

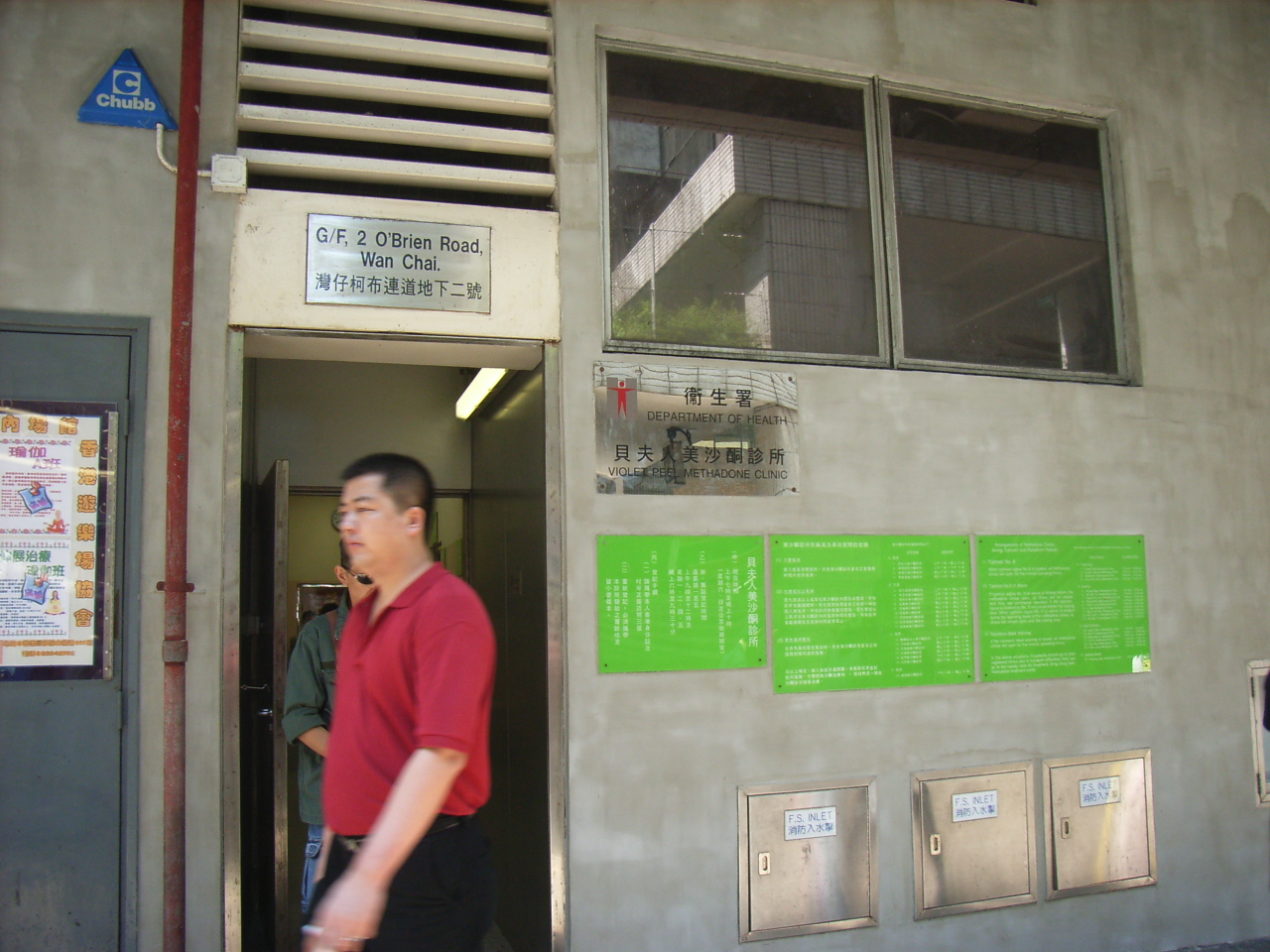
貝夫人美沙酮診所

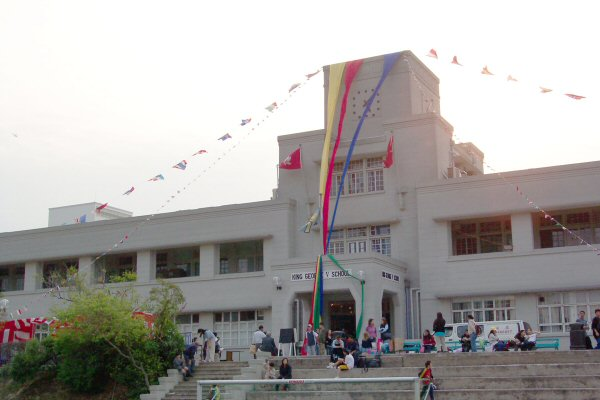
貝璐樓

### 勳銜
- C.M.G. （1926年）
- K.B.E. （1928年）
- K.C.M.G. （1931年）
- K.St.J. （1931年）

### 榮譽院士
- 皇后學院 （1932年）

### 榮譽法學博士
- 香港大學 （1935年）

### 以他命名的事物
- 貝璐道，連接香港仔及太平山的道路，原名「鴨巴甸新路」，1960年改現名。
- 貝夫人健康院，原址位於灣仔修頓中心，於2006年遷往鄧肇堅醫院。 （页面存档备份，存于）
- 貝夫人美沙酮診所，位於灣仔柯布連道。 （页面存档备份，存于）
- 貝璐樓，位於香港英皇佐治五世學校內。
- 貝璐工程實驗室，原於香港大學內，在1981年拆卸。
- 啤律，位於馬來西亞吉隆坡蕉賴的道路，排檔食肆林立，為當地有名的夜市和食街。
- 檳城太子道（英语：Peel Avenue, George Town），位於馬來西亞檳城喬治市的道路，檳榔醫院（英语：Island Hospital）座落此街。

## 請參見
- 銀本位
- 馬來亞
- 香港總督

## 外部連結
- 立法局會議記錄（英文）
  - 1930年 （页面存档备份，存于）
  - 1931年 （页面存档备份，存于）
  - 1932年 （页面存档备份，存于）
  - 1933年 （页面存档备份，存于）
  - 1934年 （页面存档备份，存于）
  - 1935年 （页面存档备份，存于）
- 其他
  - 香港大學贊辭[永久]，1935年發佈
  - 貝璐爵士於港大領受學位後致辭[永久]

| 官衔                       | 官衔                         | 官衔                      |
| -------------------------- | ---------------------------- | ------------------------- |
| 前任者： 馬爾科姆·麥克亞瑟 | 英國駐吉打顧問 1922年–1925年 | 繼任者： 堪富利士         |
| 前任者： 喬治·麥斯威爾爵士 | 馬來聯邦布政司 1926年–1930年 | 繼任者： 查爾斯·科克倫    |
| 前任者： 修頓（署理）      | 第18任香港總督 1930年–1935年 | 繼任者： 修頓爵士（署理） |